# 山崎一
山崎 一（やまざき はじめ、1957年9月13日 - ）は、日本の俳優。神奈川県松田町出身。ダックスープ所属。身長169cm。血液型はO型。

## 人物
東海大学付属相模高等学校、東海大学工学部応用物理学科卒業。
大学卒業後、早稲田小劇場に入団。1年で退団し、小劇場を中心に活動。
1995年に出演したNOVAのCMキャラクター「鈴木さん」で全国に顔が知られることとなり、ACC賞タレント賞を受賞。
2015年、出身地である「松田町ふるさと大使」に任命される。
2018年11月、「劇壇ガルバ」を旗揚げ。自身で演出も手掛ける。
2020年、第28回読売演劇大賞最優秀男優賞受賞。

## 出演

### テレビドラマ

#### NHK
- 大河ドラマ
  - 炎立つ（1993年） - 静賢 役
  - 新選組!（2004年） - 上田楠次 役
  - 龍馬伝（2010年） - 横井小楠 役
  - 青天を衝け（2021年） - 阪谷朗廬 役
  - 鎌倉殿の13人（2022年） - 牧宗親 役
- 物書同心いねむり紋蔵（1998年） - 中村八之進 役
- ある日、嵐のように（2001年） - 伊集院
- 茂七の事件簿 新ふしぎ草紙（2002年） - 喜兵衛 役
- 謎のホームページ サラリーマンNEO（2004年）
- ファイト（2005年） - 中村洋介 役
- 名探偵赤冨士鷹（2005年） - 千田勝 役
- 繋がれた明日（2006年） - 岡本努 役
- クラシックミステリー 名曲探偵アマデウス（2010年） - 安善代一 役
- TAROの塔（2011年） - 藤川昇一 役
- 使命と魂のリミット（2011年） - 本間和義 役
- 永遠の泉（2012年） - 前川検事 役
- はつ恋（2012年） - 前田事務局長 役
- そこをなんとか（2012年） - 韮沢透 役
- 酔いどれ小籐次留書（2013年） - 空蔵 役
- 花子とアン（2014年） - 森牧師 役
- かぶき者 慶次（2015年） - 久保田備前守忠常 役
- みをつくし料理帖（2017年） - 坂梨志摩守 役
- 大富豪同心（2019年） - 丸山肥後守 役
- 天使にリクエストを〜人生最後の願い〜（2020年） - 山岡浩司 役

#### 日本テレビ
- 演歌なアイツは夜ごと不条理な夢を見る（1992年） - 虫明良一 役
- 金田一少年の事件簿（1995年） - 小林星二 役
- 透明人間（1996年） - 庭野実 役
- D×D（1997年） - 木原虎之介の父 役
- 君といた未来のために 〜I'll be back〜（1999年）
- 甘い生活。（1999年） - サブ 役
- 別れさせ屋（2001年） - 片山稔彦 役
- 夜逃げ屋本舗（2003年） - 古柴義正 役
- ぼくの魔法使い（2003年） - 松原肇 役
- ふたり 私たちが選んだ道（2003年） - 古川靖 役
- ごくせん（2005年） - 石川教諭 役
- らんぼう 第2作（2007年） - 向井勇作 役
- 有閑倶楽部（2007年） - 緑川茂 役
- 貧乏男子 ボンビーメン（2008年） - 白石祐 役
- ホカベン（2008年） - 布田康彦 役
- みゅうの足パパにあげる（2008年） - 永町圭吾 役
- the波乗りレストラン（2008年） - マサオ 役
- 赤鼻のセンセイ（2009年） - 和田邦春 役
- 桜からの手紙 〜AKB48 それぞれの卒業物語〜（2011年） - 柏木隆治 役
- クレオパトラな女たち（2012年） - 岸慎太郎 役
- 35歳の高校生（2013年） - 長谷川敦 役
- 東京バンドワゴン〜下町大家族物語（2013年） - 久本 役
- ＃リモラブ 〜普通の恋は邪道〜（2020年）  - 青林菊太郎 役
- 火曜サスペンス劇場
  - 「盲人探偵・松永礼太郎5」（1995年） - 笹井誠 役
  - 「女検事・霞夕子11」（1997年） - 森本克彦 役
  - 「刑事・鬼貫八郎7」（1997年）
  - 「弁護士・朝日岳之助」（1998年） - 野島検事 役
- 金曜ロードSHOW! 「視覚探偵 日暮旅人」（2015年） - 山川陽一郎 役
- 逃亡医F 第7話（2022年） - 警官・中井 役
- 祈りのカルテ（2022年） - 桜井公康 役

#### TBS
- 人間・失格〜たとえばぼくが死んだら（1994年） - 米田太一 役
- セカンド・チャンス（1995年）
- 未成年（1995年） - 谷村先生 役
- ママは大ピンチ!!（1996年）
- 若葉のころ（1996年）
- 竜馬がゆく（1997年）
- 聖者の行進（1998年） - 検事
- 天国に一番近い男（2001年） - 弥生院長 役
- ヨイショの男（2002年） - 天野部長 役
- ひと夏のパパへ（2003年）
- 元カレ（2003年） - 早川菜央の父 役
- ケータイ刑事 銭形愛（2002年） - 田中彰 役
- ホームドラマ!（2004年） - 河野慶一 役
- Girl's BOX（2005年） - 森田崇 役
- いい女（2006年） - 中村誠一 役
- 怪談新耳袋（2006年） - 少年の父
- マラソン（2007年） - 平松主任 役
- あるがままの君でいて（2008年）
- 官僚たちの夏（2009年） - 北条正樹 役
- いぬのおまわりさん（2010年） - 小暮修司 役
- 南極大陸（2011年）
- 宮部みゆきミステリー パーフェクト・ブルー（2012年） - 前島文成 役
- 月曜ミステリー劇場
  - 「税務調査官・窓際太郎の事件簿10」（2003年） - 吉原邦夫 役
  - 「外科医さやかの執刀事件簿」（2003年） - 内藤啓介 役
- 月曜ゴールデン
  - 「自治会長・糸井緋芽子社宅の事件簿6」（2005年） - 岡村恵一 役
  - 「警視庁再犯防止課 真崎英嗣」（2011年） - 本城治夫 役

#### フジテレビ
- if もしも「打ち上げ花火、下から見るか? 横から見るか?」（1993年） - 典道の父 役
- ひとつ屋根の下（1993年）
- 世にも奇妙な物語
  - 「言葉の戦争」（1994年）
  - 「ある朝パニック」（1994年）
  - 「思い出を売る男」（1994年）
  - 「公園デビュー」（1996年） - 椎名守 役
  - 「ダジャレ禁止令」(1998年)
  - 「奇数」（2000年） - 四宮秋人 役
  - 「8分間」（2005年） - 山岸医師 役
- この世の果て（1994年）
- 古畑任三郎シリーズ
  - 第1シーズン「殺人リハーサル」（1994年） - 大宮十四郎のマネージャー
  - 第3シーズン「最も危険なゲーム 前編・後編」（1999年） - 山本一郎 役
- 若者のすべて（1994年）
- ハートにS（1994年）
- 沙粧妙子-最後の事件-（1995年） - 両角定男 役
- ゆずれない夜（1996年） - 前田秀次 役
- 翼をください!（1996年）
- 木曜の怪談（1996年） - のぞみの父 役
- それが答えだ!（1997年） - 開倫中学校の教師
- 踊る大捜査線シリーズ - 警務課長
  - 踊る大捜査線（1997年）
  - 踊る大捜査線 歳末特別警戒スペシャル（1997年）
  - 湾岸署婦警物語 初夏の交通安全スペシャル（1998年）
- 彼女たちの結婚（1997年） - 末成編集長 役
- 恋はあせらず（1998年） - 関本浩文 役
- 板橋マダムス（1998年） - 白川一郎 役
- 救命病棟24時 第1シリーズ（1999年） - 大原敬次 役
- こいまち（1999年） - 神山泰造 役
- ほんとにあった怖い話（2000年） - 幸田明伸 役
- モナリザの微笑（2000年） - 元宮真紀の父 役
- 合い言葉は勇気（2000年） - 扇谷会長 役
- 人にやさしく（2002年）
- バベル〜The Tower of Babel〜（2002年） - 高森進太郎 役
- 演技者。（2003年） - 冬彦おじさん 役
- 顔（2003年） - 海老沢監察官 役
- 劇団演技者。（2004年） - イガラシ 役
- 佐賀のがばいばあちゃん（2007年） - 空き巣・吉尾
- 花ざかりの君たちへ〜イケメン♂パラダイス〜（2007年） - 芦屋拓見 役
- 美ら海からの年賀状（2007年） - 坂井泰博 役
- 外交官・黒田康作（2011年） - 沖田
- グッドライフ〜ありがとう、パパ。さよなら〜（2011年） - 内藤医師 役
- 絶対零度〜未解決事件特命捜査〜（2011年） - 三原敦夫 役
- 最高の離婚（2013年） - 濱崎修一 役
- 幸せになる3つの買い物（2013年） - 坂田課長 役
- サイレーン (漫画)（2015年） - 高槻とおるの父 役
- 金曜エンタテイメント
  - 「顔に降りかかる雨」（1994年） - 藤村プロデューサー 役
  - 「悪いこと」（1999年） - 岡島稔 役
  - 「壁ぎわ税務官」（2001年 - 2003年） - 不破大五郎 役
  - 「浅見光彦シリーズ」（2007年） - 丸岡孝郎 役
- うちの弁護士は手がかかる 第10話（2023年12月15日）天野昌幸(故人) 役

#### テレビ朝日
- 土曜ワイド劇場
  - 「同居人カップルの殺人推理旅行」（1998年） - 山崎稔 役
  - 「おばはん刑事!流石姫子」（1998年 - 2007年） - 安井民夫 役
  - 「事件 (土曜ワイド劇場)」（2003年） - 畑山勇次 役
  - 「タクシードライバーの推理日誌」（2005年） - 篠沢警務部長 役
  - 「検事・悪玉」（2016年 - ） - 宮原哲司 役
- 日曜ワイド
  - 「将軍刑事」（2018年） - 唐沢圭一 役
- 日曜プライム
  - 「庶務行員 多加賀主水が許さない2」（2019年） - 木島鑑三 役
- レッスンC（1993年） - 恵子の父 役
- 科捜研の女シリーズ - 宮前守 役
  - Season3（2001年）
  - Season4（2002年）
  - Season5（2004年）
  - Season6 第1話（2005年）
  - Season13 最終話（2014年）
  - Season21 第9話（2022年）
- 相棒
  - season1「下着泥棒と生きていた死体」（2002） - 佐古秀樹 役
  - season4「密やかな連続殺人」（2005年） - 佐古秀樹 役
  - season4「悪魔の囁き」（2005年） - 佐古秀樹 役
  - season18 ｢右京の目」 （2019年） - 真山誠一 役
- TRICK（2000年） - 津村俊介 役
- スタイル!（2000年） - 伊沢祥一 役
- 安楽椅子探偵 (テレビドラマ)（2000年） - 永田克紀 役
- R-17（2001年） - 麻生啓一 役
- 京都地検の女（2003年） - 中根幹夫 役
- ぼくらはみんな生きている（2003年） - 高村医師 役
- 異議あり!女弁護士大岡法江（2004年） - 三好総一 役
- レガッタ〜君といた永遠〜（2006年） - 大沢明彦 役
- 絆 (小杉健治)（2006年） - 弓丘勇次郎 役
- ギラギラ（2008年） - 田平博 役
- マイガール（2009年） - 笠間清助 役
- 警部補 矢部謙三（2010年） - 瞼乃母代表（津村俊介） 役
- 熱海の捜査官（2010年） - 樫村茂 役
- 仮面ライダーフォーゼ（2012年） - 江本州輝 役
- ダブルス〜二人の刑事（2013年） - 鎌田
- 事件救命医2〜IMATの奇跡〜（2014年） - 橘克己 役
- ヒモメン 第4話「彼女のため就職!! クソ上司と闘うヒモ社員!?」（2018年8月18日） - 黒川常務 役
- 私のおじさん〜WATAOJI〜 第2話「お局マジうざい! 絶望のパンスト相撲対決…!?」（2019年1月18日） - 小田島崇 役
- 家政夫のミタゾノ #第3シリーズ 第4話（2019年5月10日） - 玄角厳吾 役
- サイン -法医学者 柚木貴志の事件- （2019年） - 入江浩二 役

#### テレビ東京
- 週刊真木よう子（2008年） - クワタ 役
- 警視庁強行犯係・樋口顕（2021年） - 平野伴宣 役
- 女と愛とミステリー
  - 「北アルプス山岳救助隊・紫門一鬼」（2000 - 2001年） - 渡部刑事 役
  - 「いなか刑事・伊原泰三の退職捜査日誌」（2001年） - 佐々木刑事 役
  - 「ブランド刑事 予備鑑定捜査員 桐原真実」（2006 - 2008年） - 桜田文明 役
- 水曜ミステリー9
  - 「捜査検事・近松茂道」（2008年） - 小林則之 役
  - 「監察医・篠宮葉月 死体は語る13」（2013年） - 井岡進 役
  - 「罪火」（2014年） - 八木沼忠志 役

#### WOWOW
- 蒼い瞳とニュアージュ（2007年） - 野末刑事局長 役
- 結党!老人党（2009年）
- マークスの山（2010年） - 浅野剛 役

### テレビ番組

#### フジテレビ
- 前略ヒロミ様（1996年4月 - 9月、フジテレビ）

### 映画
- FRIED DRAGON FISH（1993年）
- 打ち上げ花火、下から見るか? 横から見るか?（1995年） - 典道の父 役
- アタシはジュース（1996年） - 天童
- スワロウテイル（1996年）
- 北京原人 Who are you?（1997年）
- すばらしき臨終（1997年） - 村上順一 役
- OL忠臣蔵（1997年） - 多古裕次郎 役
- 踊る大捜査線 THE MOVIE（1998年） - 警務課長
- ゴジラ・モスラ・キングギドラ 大怪獣総攻撃（2001年） - 和泉村の助役 役[3]
- ピカ☆ンチ LIFE IS HARDだけどHAPPY（2002年） - 岡野勝幸 役
  - ピカ☆☆ンチ LIFE IS HARDだからHAPPY（2004年） - 岡野勝幸 役
- タッチ（2005年） - 部長先生
- 七人の弔（2005年） - 柳岡秀男 役
- タイヨウのうた（2006年） - 遠山隆文 役
- ダメジン（2006年） - 村下
- ラストラブ（2007年）
- 遠くの空に消えた（2007年）
- 図鑑に載ってない虫（2007年）
- グミ・チョコレート・パイン（2007年） - 大橋賢三の父 役
- GSワンダーランド（2008年） - 百瀬あつし 役
- 罪とか罰とか（2009年）
- The Harimaya Bridge はりまや橋（2009年） - クンジ・イノウエ 役
- 劇場版TRICK 霊能力者バトルロイヤル（2010年） - 津村俊介 役（映像出演）
- 食堂かたつむり（2010年） - ミドリの父 役
- マイ・バック・ページ（2011年） - 徳山健三 役
- マダム・マーマレードの異常な謎（テレビ東京） - 田中
  - 出題編（2013年）
  - 解答編（2013年）
- 悼む人（2015年） - 沼田雄吉 役
- 風に立つライオン（2015年） - 秋島誠一 役
- 駆込み女と駆出し男（2015年） - 石井与八 役
- アルキメデスの大戦（2019年） - 藤岡喜男 役
- 科捜研の女 -劇場版-（2021年） - 宮前守 役
- シン・ウルトラマン（2022年） - 中西誠一 役[4][5]
- 仮面ライダーギーツ×リバイス MOVIEバトルロワイヤル（2022年） - 轟栄一 役[6]
- おまえの罪を自白しろ（2023年） - 牛窪透 役[7]
- 陰陽師0（2024年）
- 劇場版 緊急取調室 THE FINAL（2025年公開予定） - 熊井善太郎 役[8][9][10]

### 舞台
- 遊園地再生（1990年、遊園地再生事業団　作・演出：宮沢章夫）
- ふくすけ（1991年、悪人会議　作・演出：松尾スズキ）
- ヒネミ（1992・1995年、遊園地再生事業団　作・演出：宮沢章夫）
- ヒネミの商人（1993年、遊園地再生事業団　作・演出：宮沢章夫）
- SLAPSTICKS（1993年、ナイロン100℃　作・演出：ケラリーノ・サンドロヴィッチ）
- 砂の国の遠い声（1994年、遊園地再生事業団　作・演出：宮沢章夫）
- 蜜の流れる地〜千の夜のヒネミ（1996年、遊園地再生事業団　作・演出：宮沢章夫）
- カラフルメリィでオハヨ 〜いつもの軽い致命傷の朝〜（1997・2006年、ナイロン100℃　作・演出：ケラリーノ・サンドロヴィッチ）[11]
- ハウ・ツウ・デイト2（1998年、アプル　作：佐藤万里　演出：奥村達夫）
- 半神（1999年、NODA・MAP　原作・脚本：萩尾望都　脚本・演出：野田秀樹）
- メオト綺想曲（2000年、山崎一プロデュース　作・演出：長塚圭史）
- テイク・ザ・マネー・アンド・ラン（1999年、ナイロン100℃　作・演出：ケラリーノ・サンドロヴィッチ）
- カフカズ・ディック（2001年、オリガト・プラスティコ　作・演出：ケラリーノ・サンドロヴィッチ）
- 食卓の木の下で 〜あの日、あの時、みんな笑った〜（2001年、遊◎機械/全自動シアター　作：高泉淳子　演出：白井晃）
- ノーアート・ノーライフ（2001・2011年、ナイロン100℃　作・演出：ケラリーノ・サンドロヴィッチ）
- ア・ラ・カルト 役者と音楽家のいるレストラン（2002年、構成：白井晃 　演出：吉澤耕一　台詞：高泉淳子）
- SLAPSTICKS（2003年、パルコ/キューブ　作・演出：ケラリーノ・サンドロヴィッチ）
- 3つの事情 〜3 matters in 1 story for 2 versions〜 男性版（2003年、泪目銀座　作・演出：福島三郎）
- カメレオンズ・リップ（2004年、Bunkamura　作・演出：ケラリーノ・サンドロヴィッチ）
- ピローマン（2004年、パルコ　作：マーティン・マクドナー　演出：長塚圭史）
- MIDSUMMER CAROL ガマ王子 vs ザリガニ魔人（2004年、パルコ/リコモーション　作：後藤ひろひと　演出：G2）浅野 役
- 新編・吾輩は猫である（2005年、シス・カンパニー　作：宮本研　演出：井上尊晶）
- 母、肝っ玉とその子供たち（2005年、新国立劇場　作：ベルトルト・ブレヒト　演出：栗山民也）
- 労働者M（2006年、Bunkamura　作・演出：ケラリーノ・サンドロヴィッチ）
- ひばり（2007年、Bunkamura　作：ジャン・アヌイ　演出：蜷川幸雄）
- 魔法の万年筆（2007年、パルコ　作・演出：鈴木聡）
- ドラクル（2007年、Bunkamura　作・演出：長塚圭史）
- リア王（2008年、埼玉県芸術文化振興財団　作：ウィリアム・シェイクスピア　演出：蜷川幸雄）
- どん底（2008年、Bunkamura　作：マクシム・ゴーリキー　演出：ケラリーノ・サンドロヴィッチ）
- 人形の家（2008年、シス・カンパニー　作：ヘンリック・イプセン　演出：デヴィッド・ルヴォー）
- 太鼓たたいて笛ふいて（2008年、こまつ座　作：井上ひさし　演出：栗山民也）
- 神様とその他の変種（2009年、ナイロン100℃　作・演出：ケラリーノ・サンドロヴィッチ）
- 組曲虐殺（2009年、こまつ座/ホリプロ　作：井上ひさし　演出：栗山民也）
- 東京月光魔曲（2009 - 2010年、Bunkamura　作・演出：ケラリーノ・サンドロヴィッチ）
- 農業少女（2010年、東京芸術劇場　作：野田秀樹　演出：松尾スズキ）
- ハーパー・リーガン（2010年、パルコ　作：サイモン・スティーヴンス　演出：長塚圭史）
- 黴菌（2010年、Bunkamura　作・演出：ケラリーノ・サンドロヴィッチ）
- 日本人のへそ（2011年、こまつ座　作：井上ひさし　演出：栗山民也）
- リタルダンド（2011年、キューブ　作：中島淳彦　演出：G2）
- 龍を撫でた男（2012年、オリガト・プラスティコ　作：福田恆存　演出：ケラリーノ・サンドロヴィッチチ）
- しみじみ日本・乃木大将（2012年、演出：蜷川幸雄）
- かもめ（2014年、シス・カンパニー　作：アントン・チェーホフ　演出：ケラリーノ・サンドロヴィッチ）
- 夕空はれて（2015年、作：別役実　潤色・演出：ケラリーノ・サンドロヴィッチ）
- 太陽2068（2015年、作：清水邦夫　演出：蜷川幸雄）
- 火のようにさみしい姉がいて（2015年、シス・カンパニー　作：清水邦夫　演出：蜷川幸雄）
- 太鼓たたいて笛ふいて（2014年、こまつ座　作：井上ひさし　演出：栗山民也）
- 三人姉妹（2015年、シス・カンパニー　作：アントン・チェーホフ　演出：ケラリーノ・サンドロヴィッチ）
- グッドバイ（2015年、作・演出：ケラリーノ・サンドロヴィッチ）
- 一人二役 殺したいほどジュテーム（2016年、シアター1010 ほか） - サルトーニ 役[12]
- 夢の劇-ドリーム・プレイ（2016年、KAAT神奈川芸術劇場ほか　演出：白井晃）
- ワーニャ伯父さん（2017年、シス・カンパニー　作：アントン・チェーホフ　演出：ケラリーノ・サンドロヴィッチ）
- 作者を探す六人の登場人物（2017年、KAAT神奈川芸術劇場　演出：長塚圭史）
- 山崎一座長 劇壇ガルバ「森から来たカーニバル」（2018年11月、駅前劇場）
- 友達 (2021年、新国立劇場ほか　演出：加藤拓也 ) - 父 役
- みんな我が子-All My Sons-（2022年、Bunkamura シアターコクーンほか）
- 阿修羅のごとく(2022年、シアタートラム、作：向田邦子 脚色：倉持裕 演出：木野花)
- 夜は昼の母（2024年、シアター風姿花伝、演出：上村聡史）[13]
- 帰れない男〜慰留と斡旋の攻防〜（2024年、本多劇場　演出：倉持裕）[14]
- オーランド（2024年、彩の国さいたま芸術劇場、演出：栗山民也）[15]
- ミネムラさん（2024年、新宿シアタートップス、作：笠木泉・細川洋平・山崎元晴、演出：西本由香）[16]
- 桜の園（2024年 - 2025年、世田谷パブリックシアターほか、作：アントン・チェーホフ、演出：ケラリーノ・サンドロヴィッチ）[17]
- 昭和から騒ぎ（2025年、世田谷パブリックシアターほか、作：ウィリアム・シェイクスピア、演出：三谷幸喜）[18][19]
- リア王（2025年公演予定、THEATER MILANO-Zaほか、作：ウィリアム・シェイクスピア、演出：フィリップ・ブリーン） - グロスター伯爵 役[20]

### ラジオドラマ

#### TOKYO FM
- 銀座の神様～小林亜星との日々（2021年11月3日・TOKYO FM） - 久世光彦 役[21]

### ラジオ
- E-NITE

### CM
- NOVA（1995年 - 1997年）
- アリコジャパン
- キヤノン
- セキスイハイム
- トヨタ・プレミオ（2002年 - 2004年）
- 三菱UFJニコス MUFGカード（2011年 - 2015年）